# Lindis Pass
Der Lindis Pass ist ein 971 m hoher Gebirgspass an der Grenze der Regionen Otago und Canterbury auf der Südinsel Neuseelands.

## Geographie
Er liegt zwischen den Städten Tarras und Omarama am New Zealand State Highway 8. Nach Westen hin wird Wasser in das Tal des Lindis River abgeführt, nach Osten hin zum Ahuriri River. Das Department of Conservation ist mit dem Erhalt der Landschaft betraut, die von Tussock geprägt ist und im Lindis Conservation Area zusammengefasst ist. Der Bereich um den nordöstlich gelegenen Longslip Mountain ist bekannt für eine Art des Hahnenfußes, den ranunculus haastii.

## Geschichte
Auf Māori trägt der Pass den Namen Okahu, was Ort von Kahu bedeutet. Den Namen Lindis Pass erhielt der Pass 1857 bei seiner europäischen Entdeckung durch John Turnbull Thomson nach der Insel Lindisfarne.